# Åke Lilljebjörn
Åke Lilljebjörn (né le 23 septembre 1962 à Ludvika en Suède) est un joueur professionnel suédois de hockey sur glace devenu entraîneur. Il évolue au poste de gardien de but.

## Biographie

### Carrière en club
Il commence sa carrière en senior dans la Division 1 avec son club formateur du Ludvika HF en 1978. Il découvre l'Elitserien en 1981 avec le Brynäs IF. Il porte par la suite les couleurs de l'AIK IF, du Frölunda HC et du Leksands IF dans l'Elitserien. Il est choisi par les Penguins de Pittsburgh au douzième tour, en deux-cent-trente-sixième position lors du repêchage d'entrée dans la LNH 1987. À partir de 1995, il évolue en France, Allemagne, Italie, Norvège et Grande-Bretagne. Il met un terme à sa carrière en 2003.

### Carrière internationale
Il représente la Suède au niveau international. Il est champion du monde en 1987 et médaillé d'argent en 1986. Il décroche le bronze au championnat d'Europe junior 1980.